# Somba

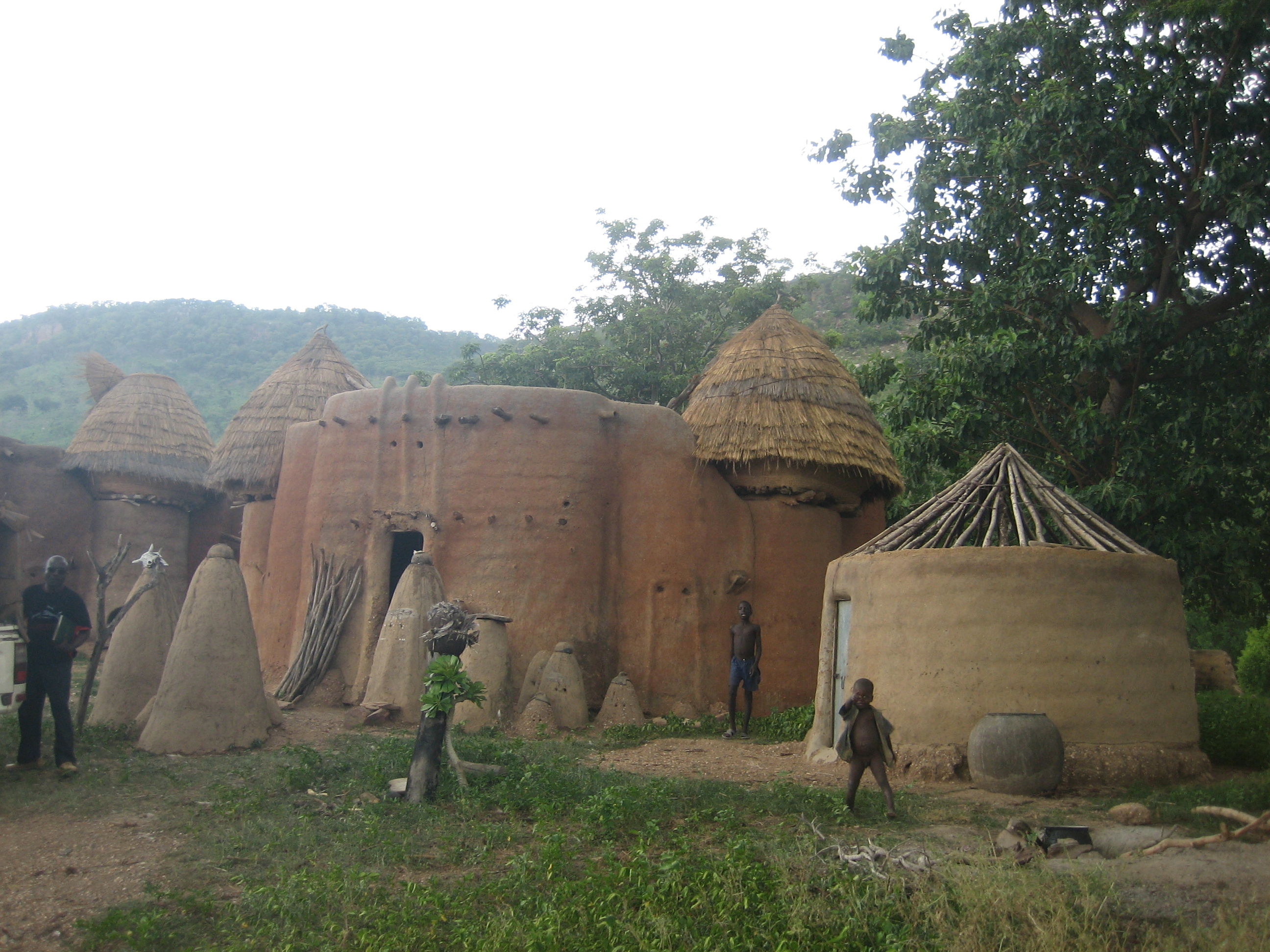
Tradycyjny dom Somba

Somba, nazywani także: Tamberma, Otammari, Ditamari – afrykańska grupa etniczna zamieszkująca w północno-zachodnim Beninie i północnym Togo. Posługują się językiem ditammari, należącym do podgrupy języków woltyjskich. Ich populację szacuje się na 180 tysięcy. 
Słyną z piętrowych ufortyfikowanych domów, znanych jako Tata Somba („dom Somba”), w których parter wykorzystywany jest do nocnej hodowli zwierząt, a wnęki do gotowania. Na piętrze znajduje się spichlerz i pomieszczenia sypialne, w których suszy się ziarna.